# Allium tytthocephalum
Allium tytthocephalum — вид рослин з родини амарилісових (Amaryllidaceae); ендемік півдня Сибіру.

## Опис
Цибулини по 1–2 сидять на горизонтальному кореневищі, вузько-конічні або майже циліндричні, 0.5–0.8 см діаметром; оболонки чорнуваті. Стеблина заввишки 15–25 см, гола, у верхній частині крилата. Листків 2–4, 1–2 мм шириною, напівциліндричні, жолобчасті, на краю шорсткі, трохи коротші від стебла. Зонтик напівкулястий, малоквітковий, густий. Листочки оцвітини 5–6 мм довжиною, пурпурові, з малопомітною жилкою, яйцеподібні, тупі, зовнішні на 1/4 коротші від внутрішніх. 2n = 32.

## Поширення
Ендемік півдня Сибіру. Зростає на щебенистих схилах в альпійському поясі.